# Andris Bērziņš (1944)
Andris Bērziņš (* 10. prosince 1944 Nītaure) je lotyšský bankéř a politik, v letech 2011–2015 byl osmým lotyšským prezidentem. Do doby, než přijal nejvyšší ústavní úřad země, byl poslancem Saeimy za Svaz zelených a rolníků. V letech 1993–2004 působil jako prezident Unibanky.

## Politická kariéra

### Prezidentské volby 2011
V prvním kole prezidentských voleb v roce 2011 získal jako kandidát Svazu zelených a rolníků 50 hlasů zákonodárců Saeimy a 48 z nich bylo proti, zatímco úřadující prezident Valdis Zatlers obdržel 43 hlasů pro a 55 proti. Celkem se započítalo 99 hlasů, jeden byl neplatný. V prvním kole tak nebyl nikdo zvolen. Druhé kolo se uskutečnilo stejný den. Pro Berzinše hlasovala nadpoloviční většina 53 poslanců a 44 proti, čímž byl zvolen prezidentem státu.

## Vyznamenání

### Lotyšská vyznamenání
- komtur Řádu tří hvězd – 2000[4]
- velkokříž s řetězem Řádu tří hvězd – 2011[4][5][6]
- Kříž uznání I. třídy – 2011[4]
- Viestardův řád I. třídy – 2011[4]

### Zahraniční vyznamenání
- Řád knížete Jaroslava Moudrého IV. třídy – Ukrajina, 25. června 2008 – udělil prezident Viktor Juščenko za významný osobní přínos k rozvoji ukrajinsko-lotyšské spolupráce[7]
- Řád bílé orlice – Polsko, 2012[8]
- řetěz Řádu kříže země Panny Marie – Estonsko, 31. května 2012[9]
- Velký řád krále Tomislava – Chorvatsko, 2012
- Vítězný řád svatého Jiří – Gruzie, 2012[10]
- velkokříž s řetězem Řádu bílé růže – Finsko, 2013[11]
- Řád za vynikající zásluhy – Uzbekistán, 2013[12]
- velkokříž Řádu svatého Olafa – Norsko, 18. března 2015[13]